# Огесен, Андреас
Андреас Огесен (дат. Andreas Aagesen; 5 августа 1826 — 26 октября 1879) — датский юрист.

## Биография
Огесен изучал право в Кристиании и Копенгагене, в 1848 году он вынужден был приостановить обучение из-за участия в первой войне за Шлезвиг, во время которой он командовал резервным батальоном. В 1855 году Огесен стал профессором юриспруденции в Университете Копенгагена.
В 1870 году он был членом комиссии, работавшей над созданием новых морского и коммерческого кодексов, а также был основным автором принятого в 1882 году закона о навигации. В 1879 году Огесен был избран членом Ландстинга (одной из палат парламента Дании).
В Университете Копенгагена Огесен сменил Карла Кристиана Халля в качестве преподавателя римского права. Его работы в этой области принесли ему известность в юридических кругах. Среди множества его юридических трудов следует отметить Bidrag til Læren om Overdragelse af Ejendomsret, Bemærkinger om Rettigheder over Ting (Копенгаген, 1866, 1871-1872) и Fortegnelse over Retssamlinger, Retslitteratur i Danmark, Norge, Sverige (Копенгаген, 1876).